# Henry Holmes Smith
Henry Holmes Smith (1909-1986) fue un fotógrafo estadounidense seguidor de la corriente de la Bauhaus y que se dedicó en mayor medida a ser profesor de fotografía.
En 1937 fue invitado a enseñar fotografía en la denominada Nueva Bauhaus que fue el nombre coloquial dado a la sección de diseño del Instituto de Tecnología de Illinois que acababa de fundar László Moholy-Nagy en Chicago. Después de la Segunda Guerra Mundial estuvo varios años enseñando en la universidad de Indiana. Algunos de sus alumnos fueron Jerry Uelsmann, Jack Welpot y Ralph Eugene Meatyard.
La experimentación forma parte de su trabajo fotográfico lo que podría deberse en parte a que se inició como pintor. En 1931 ya empezó a experimentar con la fotografía realizada con flash a altas velocidades, en 1936 comenzó a emplear técnicas para obtener fotografías artísticas en color como los procesos de transferencia de color múltiple. Posteriormente realizó fotografías sin utilizar la cámara, empleando sólo la luz en lo que llamó «abstracciones de luz (Light Abstraction)».
El trabajo de Henry Holmes Smith no ha tenido un gran reconocimiento a pesar de que a él se le considera un gran maestro de la fotografía. Al final de su carrera cuestionó el valor de la enseñanza de la fotografía ya que a diferencia de la medicina u otras carreras no proporcionaba un título realmente útil en la sociedad.